# Birger Birger-Ericson
Birger Rudnäs, känd som Birger Birger-Ericson eller Birger E:son Birger, ursprungligen Birger Eriksson, född 24 januari 1904 i Nyköpings östra församling i Södermanlands län, död 29 september 1994 i Maria Magdalena församling i Stockholm, var en svensk målare och presstecknare.
Han var son till fabriksföreståndaren Christian Eriksson och Elisabeth Sjöstedt samt 1931–1971 gift med Tullia Margareta Andersson (1907–1979) och  far till konstnären Sten Birger Rudnäs (född 1932).
Birger-Ericson var som konstnär autodidakt, även om han fick en viss hanledning under den korta tid han studerade vid Wilhelmsons målarskola i Stockholm. 
Hans konst består av porträtt, landskap men han ägnade sig huvudsakligen åt motiv från Stockholm och dess förorter, som han återgav med naiv charm och romantiskt uttryck. Inom pressen ägnade han sig främst åt skämtteckningar.
Birger är representerad vid Nationalmuseum, Moderna museet, Waldemarsudde och Eskilstuna konstmuseum.